# 7462 Grenoble
A 7462 Grenoble (ideiglenes jelöléssel 1984 WM1) a Naprendszer kisbolygóövében található aszteroida. Edward L. G. Bowell fedezte fel 1984. november 20-án.
Nevét a francia Grenoble város után kapta.